# Federazione Italiana Pentathlon Moderno
La Federazione Italiana Pentathlon moderno (FIPM) è un organismo sportivo affiliato al CONI; ha il compito di promuovere la pratica del Pentathlon moderno e coordinarne le attività dilettantistiche e agonistiche.

## Storia
La Federazione venne fondata nel 1940 con il nome di Federazione Italiana Pentathlon Moderno (FIPM), sotto la guida del presidente Gaspare Pasta. Con la legge 16 febbraio 1942 n. 426 "Costituzione e ordinamento del Comitato Olimpico Nazionale Italiano" , la federazione entrò a far parte del Comitato Olimpico Nazionale Italiano (CONI). Dal 1944 al 1947 la federazione venne sciolta, per essere ricostituita con il nome di Commissione Italiana per il Pentathlon Moderno (CIPM), alla guida del presidente Carlo Simonetti dal 1947 al 1949, per poi lasciare la carica di presidente allo stesso presidente del CONI, Giulio Onesti. Il 5 dicembre del 1973 fu deliberata la costituzione di un comitato di coordinamento affidata a Gianuario Carta. Questi convocò la prima assemblea costituente elettiva e in quella occasione, esattamente il 25 giugno 1975, lo stesso Carta fu nominato presidente della neo federazione che assunse nuovamente il nome di Federazione Italiana Pentathlon Moderno (FIPM).

## Successi e vittorie
Olimpiadi uomini individuali
| Atleta         | Medaglia | Evento                 |
| Daniele Masala | Oro      | 1984 Los Angeles (USA) |
| Carlo Massullo | Bronzo   | 1984 Los Angeles (USA) |
| Carlo Massullo | Argento  | 1988 Seul (SKO)        |

Olimpiadi uomini a squadre
| Squadra                                              | Medaglia | Evento                 |
| Daniele Masala, Carlo Massullo, Pierpaolo Cristofori | Oro      | 1984 Los Angeles (USA) |
| Carlo Massullo, Daniele Masala, Gianluca Tiberti     | Argento  | 1988 Seul (SKO)        |
| Roberto Bomprezzi, Carlo Massullo, Gianluca Tiberti  | Bronzo   | 1992 Barcellona (ESP)  |

## Organi
Ai sensi della delibera del consiglio federale del 27 novembre 2003 n.182 la Federazione prevede per il suo funzionamento due tipi di organi, centrali e periferici.
Organi centrali:
1. Assemblea Nazionale: è il massimo organo della Federazione. Possiede i poteri deliberativi su tutti gli argomenti inseriti nell'ordine del giorno e può essere ordinaria o straordinaria, elettiva e non elettiva;
2. Presidente Federale: è il rappresentante legale. Sottoscrive gli atti e i provvedimenti di propria competenza; in caso di necessità e di urgenza emana i provvedimenti indispensabili per la gestione della Federazione, convoca e presiede le riunioni del Consiglio Federale, supervisiona tutte le attività della federazione, convoca l’assemblea nazionale ordinaria o straordinaria, concede provvedimenti di grazia agli atleti, tesserati e affiliati che abbiano scontato almeno la metà della pena inflitta nei casi di radiazione e decorsi cinque anni dalla sanzione disciplinare. Le sue funzioni non sono delegabili;
3. Consiglio Federale: è composto dal Presidente Federale e da dieci consiglieri eletti dall'assemblea nazionale. Il Consiglio Federale dirige e amministra l’attività della Federazione, predispone i programmi in linea con le direttive approvate dall'Assemblea Nazionale e ne cura l'attuazione.
4. Collegio dei Revisori dei Conti: dura in carica quattro anni coincidenti con quadriennio olimpico ed è composto da cinque membri effettivi e da tre membri supplenti iscritti regolarmente al Registro dei Revisori Contabili. Due membri effettivi e un supplente vengono nominati direttamente dal CONI mentre il Presidente del Collegio e gli altri membri sono eletti dall'Assemblea Nazionale. I Revisori dei Conti possono compiere ispezioni e procedere ad accertamenti, anche senza preavviso, presso tutti gli organi e presso tutte le strutture territoriali della federazione. In caso d'irregolarità queste devono essere comunicate al Presidente Federale;

Organi periferici:
1. Assemblea Regionale: è formata dai Presidenti delle associazioni sportive affiliate alla federazione o i loro delegati, dai rappresentanti dei tecnici e dagli atleti. L'Assemblea regionale elegge il Presidente e gli altri componenti del Comitato regionale, delibera sugli argomenti posti all'ordine del giorno.
2. Presidente del Comitato Regionale: dura in carica per il quadriennio olimpico e viene eletto dall'assemblea regionale. Rappresenta la federazione nella regione in cui il Comitato svolge l'attività. Convoca e presiede il Comitato regionale e il 30 marzo di ogni anno convoca l’assemblea regionale;
3. Comitato Regionale: eletto dall'assemblea regionale, ha sedi in tutto il territorio nazionale (almeno una per ogni regione), dura in carica per il quadriennio olimpico ed è composto dal presidente e da quattro membri tra cui un rappresentante dei tecnici ed un rappresentante degli atleti. Il comitato regionale opera secondo le disposizioni del Consiglio Federale; attua, dirama e controlla l’esecuzione dei regolamenti e delle delibere federali. Propone alla Federazione il calendario delle attività federali regionali, organizza le competizioni approvate dalla Federazione a livello provinciale, regionale e nazionale, comunicando i risultati direttamente alla Federazione;
4. Delegato Regionale: Il consiglio federale nomina un delegato regionale qualora non si formi un Comitato regionale. Il delegato assicura la promozione e lo svolgimento delle attività federali nel territorio regionale, relazionando annualmente alla federazione;
5. L'Assemblea Provinciale: è composta da un presidente della assemblea provinciale e da quattro componenti, tra i quali un rappresentante degli atleti e un rappresentante dei tecnici. In mancanza della composizione di un comitato provinciale viene nominato un delegato provinciale per organizzare e promuovere le attività nel territorio provinciale.;

Altre strutture federali:
1. Collegio degli ufficiali di gara: ha il compito di organizzare l'attività degli ufficiali di gara, che hanno il dovere di svolgere le proprie funzioni in lealtà sportiva e imparzialità di giudizio;
2. Segretario generale: coordina, dirige gli uffici della federazione. Redige i verbali durante le riunioni dell'assemblea nazionale e del consiglio federale e ha la facoltà di assistere alle riunioni degli organi periferici;
3. Commissione verifica dei poteri: è composta da un Presidente e da due membri. La Commissione è organo permanente dell'Assemblea e le sue funzioni terminano alla chiusura dei lavori dell'assemblea. Ha il compito di insediarsi almeno due ore prima dell’orario fissato per lo svolgimento in prima convocazione dell'Assemblea, verifica l’identità e la qualifica dei soggetti indicati quali aventi diritto al voto e registra in un apposito ruolo i nomi delle persone che potranno partecipare all'Assemblea;

## Categoria Tesserati
Gli atleti si suddividono nelle seguenti categorie:
1. Agonisti — Esordienti, A e B, Ragazzi, Allievi, Juniores e Seniores;
2. Aderenti — Minicuccioli, Cuccioli e Master;

## Presidenti
| Presidente                  | Mandato | Mandato |
| Presidente                  | Inizio  | Fine    |
| --------------------------- | ------- | ------- |
| Gaspare Pasta               | 1940    | 1943    |
| Carlo Simonetti             | 1947    | 1949    |
| Giulio Onesti               | 1949    | 1973    |
| Gianuario Carta             | 1973    | 1981    |
| Alberto De Felice           | 1981    | 1995    |
| Alfonso Picone              | 1995    | 1997    |
| Maurizio Andreozzi          | 1997    | 1998    |
| Lucio Felicita              | 1998    | 2013    |
| Valter Magini               | 2013    | 2016    |
| Fabrizio Bittner            | 2016    | 2017    |
| Valter Magini               | 2017    | 2019    |
| Fabio Pigozzi (commissario) | 2019    | 2021    |
| Fabrizio Bittner            | 2021    |         |